# Антикоррупционная комиссия Азербайджанской Республики
Антикоррупционная комиссия Азербайджанской Республики (Azərbaycan Respublikasının Korrupsiyaya Qarşı Mübarizə üzrə Komissiyası) создана в соответствии со статьей 4.2 Закона Азербайджанской Республики «О борьбе с коррупцией» и функционирует как специализированное учреждение по борьбе с коррупцией с 2005 года.
Комиссия состоит из 15 членов. 5 членов комиссии назначаются Президентом Республики, 5 — парламентом и 5 — Конституционным судом. Ее устав, утвержденный Законом Азербайджанской Республики от 3 мая 2005 года, определяет полномочия Комиссии.
Комиссия налаживает свою деятельность с законодательными, исполнительными и судебными органами на регулярной основе и регулярно информирует Президента Азербайджанской Республики, Милли Меджлис Азербайджанской Республики и Конституционный Суд Азербайджанской Республики о состоянии борьбы с коррупцией.
Председатель комиссии осуществляет организацию и управление деятельностью комиссии. При Комиссии существует постоянный секретариат. Секретариат осуществляет деятельность по решению организационных вопросов, связанных с заседаниями Комиссии, подготовке документов по вопросам, которые будут обсуждаться Комиссией, делопроизводству и другим видам деятельности.
Вопросы, отнесенные к компетенции Комиссии, рассматриваются на её заседаниях. Сессии Комиссии проводятся регулярно, но не реже одного раза в три месяца.

## Основные задачи Комиссии
Основными задачами Комиссии являются:
- Принимать участие в формировании государственной политики в сфере противодействия коррупции;
- координировать деятельность государственных учреждений в этой области;
- осуществлять надзор за реализацией Государственной программы по борьбе с коррупцией;
- анализировать состояние и эффективность борьбы с коррупцией;
- получать финансовые декларации, предусмотренные в разделе 5.1 закона «О противодействии коррупции»;
- собирать, анализировать и обобщать информацию о нарушениях закона о коррупции;
- вносить предложения в соответствующие государственные учреждения;
- сотрудничать с общественными и другими учреждениями в сфере противодействия коррупции;
- получать жалобы и заявления от частных лиц[4].

## Полномочия комиссии
Комиссия для достижения своих целей наделена следующими правами:
- изучать и обобщать состояние исполнения антикоррупционного законодательства и слушать отчеты и информацию, предоставленную руководителями правоохранительных и других государственных органов;
- получать от государственных и местных органов управления необходимую информацию и материалы;
- получать информацию о состоянии реализации Государственной программы по борьбе с коррупцией от соответствующих государственных органов и анализировать состояние выполненных работ;
- подготавливать рекомендации и предложения по повышению эффективности борьбы с коррупцией и устранению недостатков в области борьбы с коррупцией и принимать меры по их реализации;
- принимать меры по организации общественной осведомленности в сфере противодействия коррупции и проведения общественных опросов
- сотрудничать с НПО, СМИ, представителями частного сектора, независимыми экспертами и в случае необходимости привлекать их для выполнения определенных задач;
- принимать участие в международном сотрудничестве для повышения эффективности и организации борьбы с коррупцией;
- направлять материалы на экспертизу в компетентные органы, если они содержат составные элементы преступлений, связанных с коррупцией,
- вносить предложения по совершенствованию антикоррупционного законодательства[5].

## Организация деятельности комиссии
При комиссии действуют рабочие группы. Членами рабочих групп являются представители государственных органов, гражданского общества, частного сектора и международных организаций. Комиссия имеет свой постоянный секретариат. Секретариат Комиссии является государственным органом, а его сотрудники являются государственными служащими.
Секретариат осуществляет работу Комиссии, которая координирует деятельность Комиссии, ведет работу Комиссии и обеспечивает техническую поддержку заседаний Комиссии. Секретариат также является членом Комиссии по правам человека.
Секретариат поддерживает регулярные контакты со СМИ, независимыми экспертами и представителями гражданского общества. Как правило, структура Комиссии состоит из членов Комиссии, постоянного секретариата и рабочих групп. Комиссия осуществляет свою деятельность в сотрудничестве с государственными органами, НГО и международными организациями. Комиссия регулярно организует заседания в соответствии со своим Годовым планом действий.
Руководитель Секретариата - Кямал Джафаров.